# Thermithiobacillus
Il genere Thermithiobacillus comprende batteri appartenenti alla famiglia delle Thermithiobacillaceae. Le specie di questo genere venivano classificate come appartenenti al genere Thiobacillus prima di essere riclassificate nel 2000.